# Войтувство
Войтувство (пол. Wojtówstwo) — село в Польщі, у гміні Ґоньондз Монецького повіту Підляського воєводства.
Населення — 141 особа (2011).
У 1975-1998 роках село належало до Ломжинського воєводства.

## Демографія
Демографічна структура станом на 31 березня 2011 року:
|          | Загалом | Допрацездатний вік | Працездатний вік | Постпрацездатний вік |
| -------- | ------- | ------------------ | ---------------- | -------------------- |
| Чоловіки | 77      | 15                 | 52               | 10                   |
| Жінки    | 64      | 14                 | 38               | 12                   |
| Разом    | 141     | 29                 | 90               | 22                   |